# 死者の町
死者の町（ししゃのまち）は、エジプトカイロ旧市街地にある地区。

## 概要

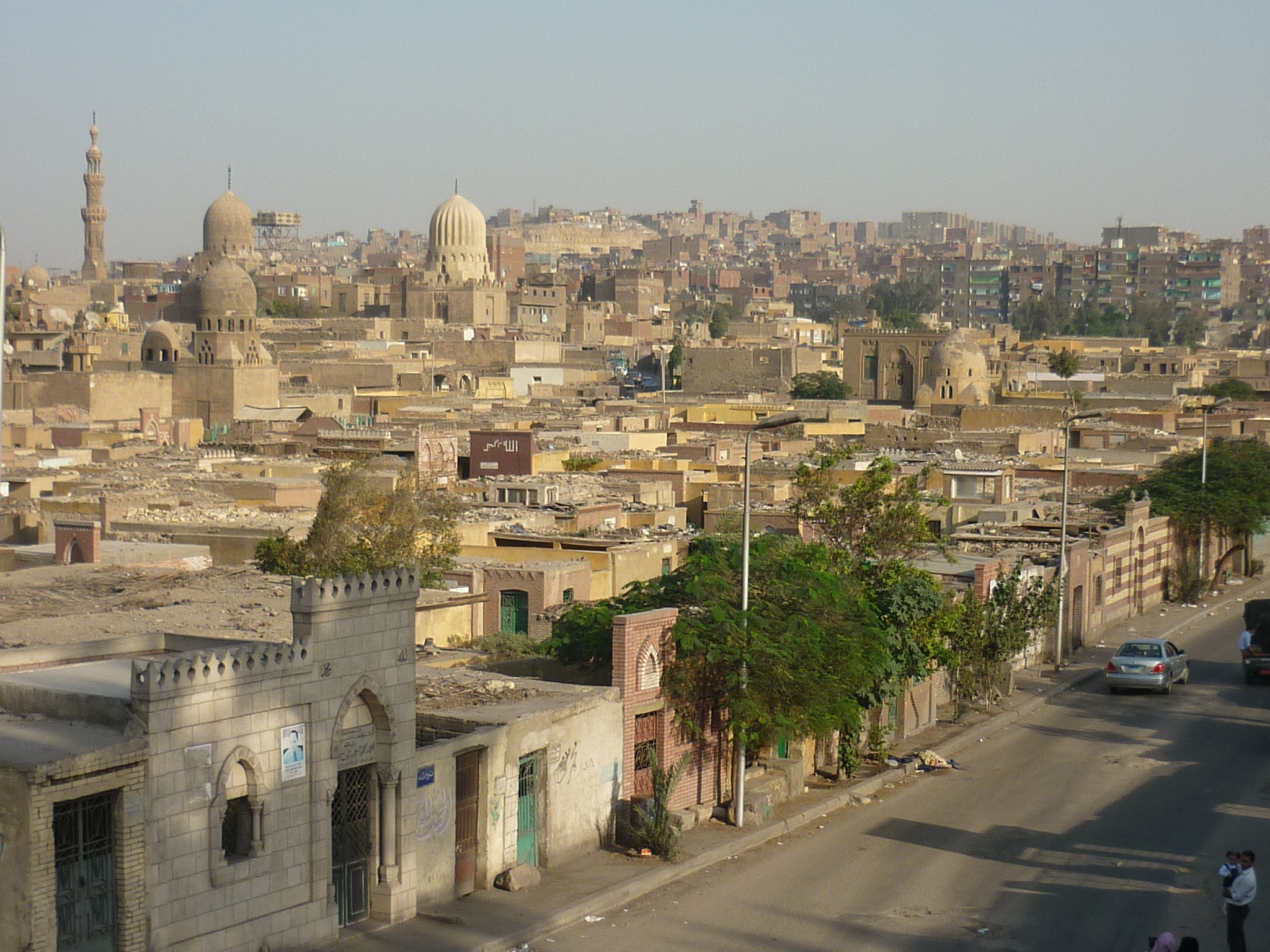
死者の町の墓地群

マムルーク朝時代（13世紀-16世紀）に整備された墓地が、21世紀のカイロ旧市街地に残る。広さは、約1.5k㎡。墓地は石壁により区切られており、入口付近には死者が生活に困らないよう住居に類似する施設が建設されていた。1970年代に市街地が死者の町周辺まで拡大すると低所得者がこれら施設に墓守として住み始め、後にスラム街と化した。
2020年、墓地の一部が高速道路の建設用地となり、工事により破壊され始めた。工事の様子はインターネットで拡散され、死者の町の存続に懸念が示されるようになると、エジプト観光考古省は壊される墓は新しい墓地だけであるとする声明を発表している。